# ذلب متواتر
ذلب متواتر (الاسم العلمي:Sansevieria frequens) هو نوع من النباتات يتبع جنس الذلب من الفصيلة الهليونية.